# Харсдорф
Харсдорф (њем. Harsdorf) општина је у њемачкој савезној држави Баварска. Једно је од 22 општинска средишта округа Кулмбах. Према процјени из 2010. у општини је живјело 1.047 становника. Посједује регионалну шифру (AGS) 9477119.

## Географски и демографски подаци
Харсдорф се налази у савезној држави Баварска у округу Кулмбах. Општина се налази на надморској висини од 351 метра. Површина општине износи 11,2 km². У самом мјесту је, према процјени из 2010. године, живјело 1.047 становника. Просјечна густина становништва износи 93 становника/km².